# Habronattus dossenus
Habronattus dossenus es una especie de araña saltadora del género Habronattus, familia Salticidae. Fue descrita científicamente por Griswold en 1987.
Es endémica de México y se encuentra en la ciudad de Chihuahua, también en los Estados Unidos. Son más conocidos por sus señales dinámicas únicas, como raspados, golpes y/o zumbidos. Se ha demostrado que existe una fuerte correlación entre sus señales sísmicas (vibración) y las señales de movimiento, lo que sugiere que H. dossenus utiliza interacciones entre señales para crear una comunicación integradora. Estas señales sísmicas pueden variar desde sonidos fásicos rápidos que duran menos de 200 milisegundos hasta expresiones duraderas que se mantienen por varios segundos.
Esta especie es muy parecida a H. clypeatus y se encuentra en el sur de Arizona, también en la parte oriental y occidental de su área de distribución. Las patas de Habronattus clypeatus poseen un tipo de escamas blancas, mientras que las patas de H. dossenus son verdosas y cubiertas con pelos blancos. H. clypeatus posee una banda blanca o marrón sobre sus ojos primarios, pero H. dossenus no. Ambas especies de hibridan.